# Бертельсен, Мадс
Мадс Бертельсен (дат. Mads Bertelsen; род. 18 декабря 1994, Вестер-Хесинге, Фюн) — датский футболист, защитник клуба «Таруп-Поруп». В 2018 году сыграл 1 матч за сборную Дании.

## Биография

### Клубная карьера
На взрослом уровне начинал играть в составе клуба третьей лиги Дании «Несбю», в котором провёл один сезон. Также выступал за команды четвёртого и третьего дивизионов «Бробю» и «Свеннборг». В 2017 году перешёл в «Таруп-Поруп».

### Карьера в сборной
В 2018 году между датским футбольным союзом и ассоциацией датских футболистов произошёл конфликт. Стороны не смогли подписать партнёрское соглашение (действие предыдущего закончилось ещё 1 августа), из-за разногласий по использованию имиджевых прав игроков сборной. В итоге футболисты объявили бойкот федерации и отказались выходить на товарищеский матч против сборной Словакии, их поддержали и другие профессиональные футболисты, которые также отказались от вызова в сборную. 4 сентября на сайте датского футбольного союза был опубликован новый состав из 24 футболистов, куда вошёл и Мадс Бертельсен. На следующий день Бертельсен вышел на поле в стартовом составе и был заменён на 71-й минуте. Встреча завершилась со счётом 0:3 в пользу Словакии.

## Статистика

### Матчи Йохансена за сборную Дании
| Матчи Йохансена за сборную Дании | Матчи Йохансена за сборную Дании | Матчи Йохансена за сборную Дании | Матчи Йохансена за сборную Дании | Матчи Йохансена за сборную Дании | Матчи Йохансена за сборную Дании |
| -------------------------------- | -------------------------------- | -------------------------------- | -------------------------------- | -------------------------------- | -------------------------------- |
| №                                | Дата                             | Соперник                         | Счёт                             | Голы Йохансена                   | Соревнование                     |
| 1                                | 5 сентября 2018                  | Словакия                         | 0:3                              | —                                | Товарищеский матч                |

Итого: 1 матч / 0 голов; 0 побед, 0 ничьих, 1 поражение.